# Sjisjkovtsi
Sjisjkovtsi (bulgariska: Шишковци) är ett distrikt i Bulgarien.   Det ligger i kommunen obsjtina Kjustendil och regionen Kjustendil, i den västra delen av landet, 60 km sydväst om huvudstaden Sofia.
Trakten runt Sjisjkovtsi består till största delen av jordbruksmark. Runt Sjisjkovtsi är det ganska glesbefolkat, med 24 invånare per kvadratkilometer.